# Luftværnsartilleri
Luftværnsartilleri er en enhed der er opstillet til at luftsikre enheder samt objekter. Luftværnsartilleri kan bestå af én eller flere af følgende våbentyper; kort-, mellem- og langdistancemissiler samt diverse maskinkanontyper. Luftværnsartilleriet er støttet af en eller anden form for kontrol og varslingsenhed, der kan varsle om luftfartøjer samt ved hjælp af IFF afgøre, om disse er egne eller fjendtlige.
| Militær | Spire Denne artikel om militær er en spire som bør udbygges. Du er velkommen til at hjælpe Wikipedia ved at udvide den. |